# Caucanthus albidus
Caucanthus albidus är en tvåhjärtbladig växtart som först beskrevs av Franz Josef Niedenzu, och fick sitt nu gällande namn av Franz Josef Niedenzu. Caucanthus albidus ingår i släktet Caucanthus och familjen Malpighiaceae. Inga underarter finns listade i Catalogue of Life.